# Олексенко Олег Іванович
Олег Іванович Олексенко (нар. 1 січня 1963, Феодосія, Кримська область — пом. 19 липня 2002, Запоріжжя) — український підприємець і футбольний функціонер. Засновник торгової марки «Олком», колишній голова правління ВАТ «Мелітопольський олійноекстракційний завод» і президент футбольного клубу «Олком» (Мелітополь). Депутат Верховної Ради 4 скликання (2002).

## Життєпис
Народився в сім'ї службовців.
Закінчив Севастопольський приладобудівний інститут у 1985 році, отримав на факультеті автоматизованих систем управління спеціальність «інженер-системотехнік». Отримав направлення на Мелітопольський завод тракторних гідроагрегатів, де працював до січня 1991 на різних інженерних та керівних посадах: інженер-програміст, інженер-електронник, конструктор, начальник бюро. У той самий час активно керував першим у Мелітополі гуртком інформатики та програмування в міському Палаці піонерів і гуртком з боксу.
У лютому 1991 призначений директором малого державного підприємства «Промел», а у квітні 1993 обраний головою правління АТ «Промелектроніка». З грудня 1994 до січня 1996 працював комерційним директором ВАТ «Спецмонтажінновація».
Керівництво довірило Олексенку збитковий на той час Мелітопольський олійноекстракційний завод. Успішно залучивши інвестиції в підприємство, у липні 1997 року обраний головою правління ВАТ «Мелітопольський олійноекстракційний завод». Під його керівництвом завод став одним із лідерів на українському ринку жироолійної продукції.
У 1998 обраний до Мелітопольської міської ради, у 2002 році — до Верховної Ради (від округу № 82, Запорізька область). Безпартійний, входив до фракції «Наша Україна».
1999 року обраний головою ради акціонерів «Київського маргаринового заводу». Покращив якість і збільшив асортимент товарів. З 2000 року їх виробляють під торговою маркою «Олком».
Захоплювався спортом, у 2001 році створив спортивний клуб «Олком», що культивує зокрема, футбол, автокрос, бокс.
Хворів на панкреатит. Шпиталізований 16 липня 2002 року з діагнозом «гострий панкреатит», за три дні був прооперований тричі, помер у лікарні 19 липня.
Нагороджений орденом «Слава на вірність Вітчизні», Хрестом пошани «За благодійну діяльність». На його честь мелітопольський стадіон «Спартак», де грає футбольна команда «Олком», перейменовано на стадіон «Спартак» імені Олега Олексенка.